# Yeşil Sol Parti
Yeşil Sol Parti (Gröna vänsterpartiet) eller YSP är ett politiskt parti i Turkiet som grundades den 25 november 2012. Dess symbol består av ett träd med en lila stam som bildar en mänsklig figur, kronan som består av enskilda gröna blad och den gula solen som bildar huvudet på den mänskliga figuren i mitten av kronan. Dess medordförande är Çiğdem Kılıçgün Uçar och İbrahim Akın.

## Historia
YSP, som tidigare hette Yeşiller ve Sol Gelecek Partisi (Gröna och vänstra framtidspartiet), grundades den 25 november 2012 genom en sammanslagning av Eşitlik ve Demokrasi Partisi (Jämlikhets- och demokratipartiet) och Yeşiller Partisi (Gröna partiet). Partiet definierar sig som ett grönt parti med vänsterliberala idéer.
År 2014 stödde partiet Selahattin Demirtaş som presidentkandidat i det turkiska presidentvalet 2014 och stödde HDP i parlamentsvalet i juni 2015.
Vid den andra ordinarie partikongressen den 2 april 2016 bytte partiet namn till Yeşil Sol Partisi (YSP). Den nuvarande logotypen för partiet beror på det beslut som fattades vid den andra extraordinära kongressen den 16 oktober 2022. Selahattin Demirtaş föreslog senare att om HDP eventuellt förbjöds skulle alla kandidater från HDP:s riksdagsgrupp kandidera i YSP:s namn i parlamentsvalet 2023.
Den 24 mars 2023 beslutade HDP, Emekçi Hareket Partisi (Arbetarrörelsepartiet) och Toplumsal Özgürlük Partisi (Partiet för social frihet) att ställa upp i president- och parlamentsvalen gemensamt på YSP:s listor, detta för att stärka oppositionsledaren Kemal Kilicdaroglus allians Millet İttifakı (Nationens allians). YSP behandlas därför som ett nyckelparti inför presidentvalet 2023.